# Aulifeltet
Aulifeltet är en tätort i Nes kommun i Akershus fylke i sydöstra Norge. Tätorten hade 2 875 invånare den 1 januari 2022. Den ligger öster om älven Glomma.
En del av tätorten (orten Rånåsfoss) har tidigare tillhört dåvarande Sørums kommun. Endast 561 av invånarna bodde i den delen den 1 januari 2011. I samband med kommunreformen 2020 fördes dock den delen över till Nes kommun, som hela tätorten numera tillhör.